# John Josiah Guest
 (août 2021).
Josiah John Guest, 1er baronnet, connu sous le nom de John Josiah Guest, (2 février 1785   - 26 novembre 1852) est un ingénieur et entrepreneur gallois.

## Jeunesse
Josiah John Guest est né le 2 février 1785 à Dowlais, Merthyr Tydfil, au pays de Galles. Il est le fils de Thomas Guest (décédé en 1807), associé de la Dowlais Iron Company, et de Jemima Revel Phillips. Il fait ses études à la Bridgnorth Grammar School et à la Monmouth School.
En 1838, il est créé baronnet de Dowlais dans le comté de Glamorgan . Après sa mort en 1852, son fils aîné lui succède, et est élevé à la pairie en 1880 en tant que baron Wimborne, de Canford Magna dans le comté de Dorset, à l'initiative de Disraeli.

## Carrière
Après ses études, il apprend le métier de ferblantier dans la fonderie de son père avec le directeur des travaux, John Evans. Il est réputé pour sa capacité à rouler une barre d'acier ou à couper un tramway de charbon aussi bien que les ouvriers de son père. À la mort de son père en 1807, John hérite de sa part de l'entreprise et la développe, devenant l'unique propriétaire en 1815. À sa mort, la Dowlais Iron Company est devenue le plus grand producteur de fer au monde.
Il est élu député whig de Honiton, Devon en 1825, occupant le siège jusqu'en 1831. En 1832, il est devenu le premier député de Merthyr Tydfil.
Il construit une école à Dowlais, conçue par Charles Barry. Il est membre de la Royal Society et membre de l'Institution of Civil Engineers. Il est le premier président du Taff Vale Railway.
En août 1840, il est nommé maître de la loge franc-maçonne du Loyal Cambrian Lodge, n ° 110 à Merthyr Tydfil.

## Vie privée
Le 11 mars 1817, il épouse Maria Rankin mais leur mariage est de courte durée, Maria mourant seulement neuf mois plus tard en janvier 1818.
Le 29 juillet 1833, il épouse Charlotte Elizabeth Bertie (1812–1895), fille d'Albemarle Bertie (9e comte de Lindsey). Ensemble, ils ont cinq fils et cinq filles, dont : 
- Charlotte Maria Guest (1834–1902), qui épouse Richard Du Cane (décédé en 1904), frère d'Edmund Frederick Du Cane (en) ;
- Ivor Bertie Guest (1835–1914), qui épouse Cornelia Henrietta Maria Spencer-Churchill (1847–1927), fille de John Spencer-Churchill (7e duc de Marlborough) [2] ;
- Katharine Gwladys Guest (1837–1926), qui épouse le révérend Frederick Cecil Alderson (mort en 1907), fils de Edward Hall Alderson (en) ;
- Thomas Merthyr Guest (1838–1904), qui épouse Theodora Grosvenor (1840–1924), fille de Richard Grosvenor (2e marquis de Westminster) ;
- Montague John Guest (1839–1909), homme politique libéral, qui ne s'est jamais marié[4]
- Augustus Frederick Guest (1840–1862), décédé à l'âge de 21 ans ;
- Arthur Edward Guest (1841–1898), un homme politique conservateur, qui épouse Adeline Mary Chapman (décédée en 1931) ;
- Mary Enid Evelyn Guest (1843–1912), qui épouse Austen Henry Layard (1817–1894)[5] ;
- Constance Rhiannon Guest (1844–1916), qui épouse Charles George Cornwallis Eliot (1839–1901), le plus jeune fils d'Edward Eliot (3e comte de St Germans)[6] ;
- Blanche Vere Guest (1847–1919), qui épouse Edward Ponsonby (8e comte de Bessborough) (1851–1920).

Il est décédé en 1852 et est enterré dans un cercueil en fer sous une dalle de granit rouge dans l'église locale de St John, qui avait été construite pour lui en 1827.
Après sa mort, sa veuve épouse Charles Schreiber (1826–1884) en 1855. Schreiber est un universitaire qui avait été le tuteur d'Ivor en 1852. Il est connu pour être un collectionneur de beaux-arts et un homme politique du Parti conservateur qui siège à la Chambre des communes entre 1865 et 1884.